# 人権外交を超党派で考える議員連盟
人権外交を超党派で考える議員連盟（じんけんがいこうをちょうとうはでかんがえるぎいんれんめい）は2021年に設立した議員連盟。

## 概要
- ミャンマーの軍事クーデター・中国のウイグル自治区・香港での弾圧など、メディアで様々な世界情勢は起こっている。
- 海外で重大な人権侵害に制裁を科すため日本版「マグニツキー法」を制定するために2021年3月24日に国会で発起人会を開き、4月6日に設立した。当初は同年2月初旬に総会を開く予定だったが、発起人の一人だった公明党の衆議院議員遠山清彦が新型コロナウイルスによる緊急事態宣言中に不適切な行動をとったことの責任をとって辞職した[1]。
- 自民党の衆議院議員の中谷元と国民民主党の衆議院議員の山尾志桜里が共同会長として就任した。
- 中谷が内閣総理大臣補佐官（国際人権問題担当）に起用され、山尾が政界引退したため、同年12月14日、新たな共同会長に自民党の衆議院議員の齋藤健と国民民主党の参議院議員の舟山康江参院議員が就任した[2]。
- 2023年10月25日、内閣総理大臣補佐官を退任した中谷が共同会長に復帰した[3]。

## メンバー

### 役員
| 役職       | 議員名   | 所属政党   | 議院   | 選挙区     |
| ---------- | -------- | ---------- | ------ | ---------- |
| 共同会長   | 長島昭久 | 自由民主党 | 衆議院 | 比例東京   |
| 共同会長   | 舟山康江 | 国民民主党 | 参議院 | 山形県     |
| 顧問       | 齋藤健   | 自由民主党 | 衆議院 | 千葉7区    |
| 顧問       | 中谷元   | 自由民主党 | 衆議院 | 高知1区    |
| 副会長     | 松原仁   | 無所属     | 衆議院 | 東京26区   |
| 副会長     | 笠浩史   | 立憲民主党 | 衆議院 | 神奈川9区  |
| 副会長     | 三浦信祐 | 公明党     | 参議院 | 神奈川県   |
| 副会長     | 吉田宣弘 | 公明党     | 衆議院 | 比例九州   |
| 事務局長   | 大岡敏孝 | 自由民主党 | 衆議院 | 比例近畿   |
| 事務局次長 | 桜井周   | 立憲民主党 | 衆議院 | 兵庫6区    |
| 事務局次長 | 輿水恵一 | 公明党     | 衆議院 | 比例北関東 |
| 事務局次長 | 本田太郎 | 自由民主党 | 衆議院 | 京都5区    |

※2023年4月25日時点。

### 会員

#### 衆議院議員
自由民主党
- 加藤鮎子（山形3区）
- 三谷英弘（比例南関東）
- 石原宏高（東京3区）
- 松島みどり（東京14区）
- 山田賢司（兵庫7区）
- 大串正樹（比例近畿）
- 石破茂（鳥取1区）
- 金子恭之（熊本4区）
- 岩屋毅（大分3区）
- 國場幸之助（比例九州）

立憲民主党
- 道下大樹（北海道1区）
- 石川香織（北海道11区）
- 田嶋要（千葉1区）
- 宮川伸（比例南関東）
- 谷田川元（比例南関東）
- 末松義規（東京19区）
- 大河原雅子（東京21区）
- 渡辺周（静岡6区）
- 源馬謙太郎（静岡8区）
- 重徳和彦（愛知12区）
- 大西健介（愛知13区）
- 森山浩行（比例近畿）
- 亀井亜紀子（島根1区）

日本維新の会
- 杉本和巳（比例東海）
- 井上英孝（大阪1区）
- 東徹（大阪3区）
- 浦野靖人（大阪15区）
- 馬場伸幸（大阪17区）
- 遠藤敬（大阪18区）

国民民主党
- 浅野哲（茨城5区）
- 古川元久（愛知2区）
- 玉木雄一郎（香川2区）

れいわ新選組
- 高井崇志（比例北関東）

#### 参議院議員
自由民主党
- 滝波宏文（福井県）
- 小野田紀美（岡山県）
- 青山繁晴（比例区）
- 鈴木宗男（比例区）

日本維新の会
- 高木佳保里（大阪府）
- 石井苗子（比例区）
- 嘉田由紀子（比例区）

参政党
- 梅村みずほ（比例区）

無所属
- 寺田静（秋田県）

### かつて所属していたメンバー

#### 衆議院議員
自由民主党
- 長尾敬（第49回衆議院議員総選挙で落選。）
- 馳浩（石川県知事選出馬のため、第49回衆議院議員総選挙に出馬せず。）
- 小倉將信（第50回衆議院議員総選挙に出馬せず。）
- 桜田義孝（第50回衆議院議員総選挙に出馬せず。）
- 杉田水脈（第50回衆議院議員総選挙に出馬せず。）
- 秋葉賢也（第50回衆議院議員総選挙で落選）
- 上杉謙太郎（第50回衆議院議員総選挙で落選）
- 衛藤征士郎（第50回衆議院議員総選挙で落選）
- 小里泰弘（第50回衆議院議員総選挙で落選）
- 中山展宏（第50回衆議院議員総選挙で落選）
- 務台俊介（第50回衆議院議員総選挙で落選）
- 和田義明（第50回衆議院議員総選挙で落選）

日本維新の会
- 森夏枝（第49回衆議院議員総選挙に出馬せず。）

日本共産党
- 笠井亮（元副会長・第50回衆議院議員総選挙に出馬せず。）

無所属・その他
- 青山雅幸（第49回衆議院議員総選挙で落選。）
- 山川百合子（第49回衆議院議員総選挙で落選。）
- 岸本周平（和歌山県知事選出馬のため、議員辞職。）
- 柿沢未途（2024年2月に議員辞職。）
- 宮澤博行（2024年4月に議員辞職。）

#### 参議院議員
自由民主党
- 三宅伸吾（第27回参議院議員通常選挙で落選。）

立憲民主党
- 真山勇一（第26回参議院議員通常選挙に出馬せず。）

日本維新の会
- 音喜多駿（元副会長・第50回衆議院議員総選挙出馬のため、議員辞職。）
- 柳ヶ瀬裕文（第27回参議院議員通常選挙で落選。）

れいわ新選組
- 舩後靖彦（第27回参議院議員通常選挙に出馬せず。）

無所属・その他
- 安達澄（大分県知事選出馬のため、議員辞職。）
- 二之湯智（第26回参議院議員通常選挙に出馬せず。）
- 増子輝彦（第26回参議院議員通常選挙に出馬せず。）
- 浜田聡（第27回参議院議員通常選挙で落選。）